# Rokker Zsoltti

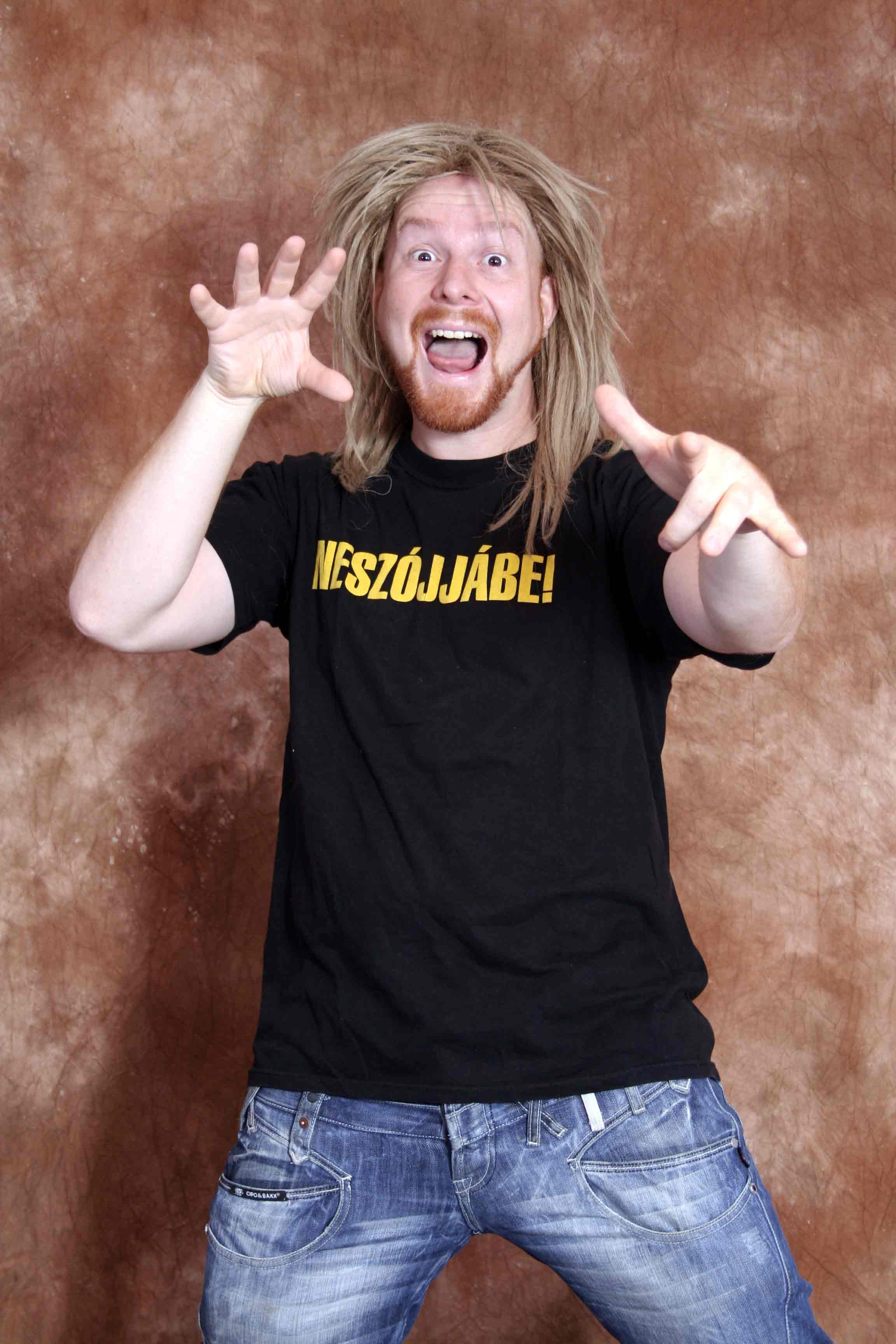
Rokker Zsoltti

Rokker Zsoltti (1999–) Erdei Sándor humorista, előadóművész által kitalált és életre keltett figura.
1999-től létezik, amikor Erdei Sándor a Boros Lajos-Bochkor Gábor-páros által a Danubius Rádió, majd 2000-től a Sláger Rádió reggeli műsorának gegcsapatába került.
Állandó társa: Zsoltti nagymamája, a tipikus kisnyugdíjas Nagymutter, akit szintén Erdei Sándor alakít.

## Rokker Zsoltti további, kitalált társai
- „Vaskos” Teca, a barátnő
- Nagyfater
- „Dagadt” Bejmüller, a barát

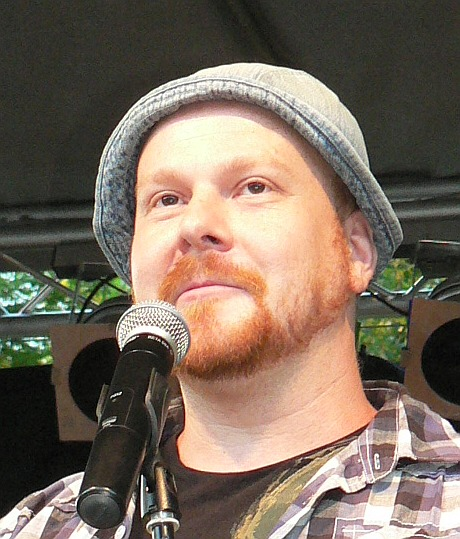
Rokker Zsoltti (2012)

- „Szemüveges” Sugovácz, a másik barát
- „Részeges” Kondrát Feri
- „Becsületes” Gyuszi, hentes
- „Aljaséletű” Tibi, hentes
- Hudálek Gyula és Hudálekné, a szomszédok
- Halináné, a házmester
- Fifi kutya

## A produkció

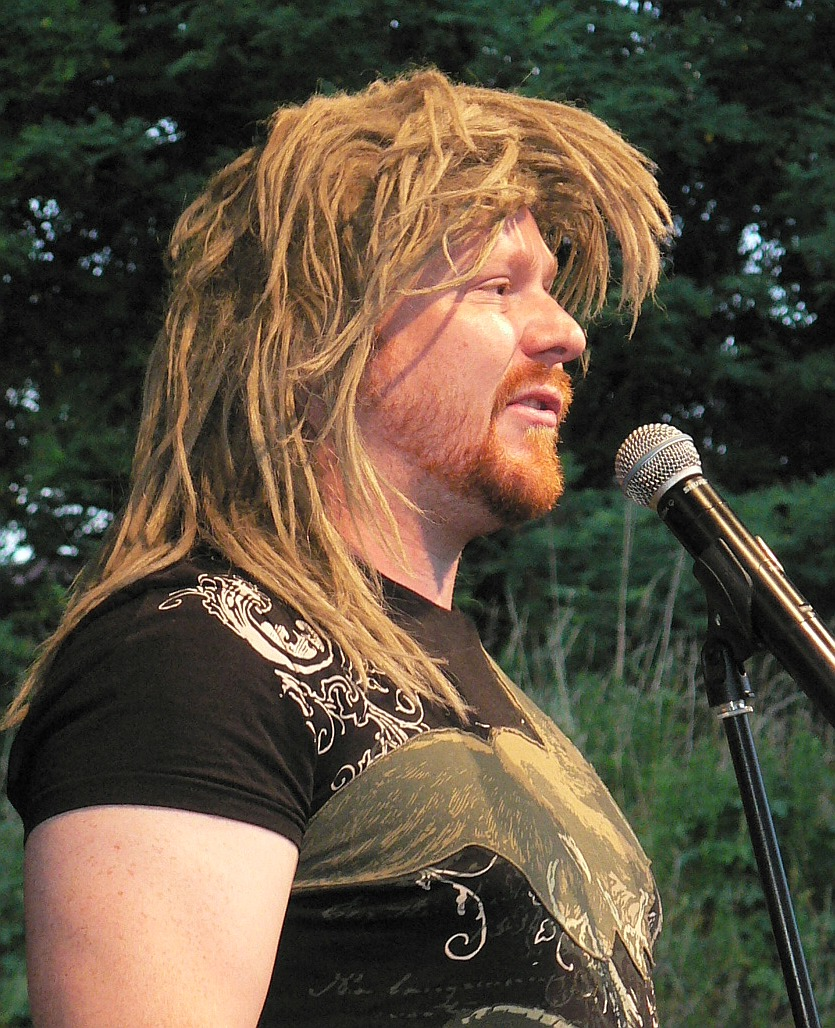
Rokker Zsoltti (2012)

A magyar és a nemzetközi közélet főleg bulvár témakörű eseményeit, aktualitásait egy alacsony műveltségű „rokker” mentalitású fiatalember (Rokker Zsoltti) és társai (elsősorban a Nagymutter) szemszögéből kommentálja úgy, hogy közben rávilágít az események fonákságaira, humoros oldalára.

## Főbb szereplések
- Bumeráng (Sláger Rádió)
- Mennyi? 30!
- Bruhaha
- Szeszélyes évszakok
- Élő fellépések

## Kiadványok

### CD-n és kazettán
- Rokker Zsoltti és a Nagymutter (2001, platinalemez)
- Rokker Zsoltti – Neszójjábe! (2003, aranylemez)
- Rokker Zsoltti – Tömény (2005)
- Rokker Zsoltti karácsonya (2006)

### Képregények
- Rokker Zsoltti és a többiek (2004)
- Rokker Zsoltti világa (2006)

A képregényeket rajzolta: Fórizs Attila „Fóka”.

### Honlap
- http://www.rokkerzsoltti.hu